# Richard Kissi Boateng
Richard Kissi Boateng (sinh ngày 25 tháng 11 năm 1988) là một cầu thủ bóng đá người Ghana hiện tại thi đấu ở vị trí hậu vệ trái cho SuperSport United và đội tuyển quốc gia Ghana.

## Sự nghiệp câu lạc bộ
Boateng bắt đầu sự nghiệp trẻ với Saint Stars FC, sau đó chuyển đến Liberty Professionals FC năm 2004, nơi anh bắt đầu sự nghiệp chuyên nghiệp. Năm 2008, anh được đề cử là hậu vệ xuất sắc nhất năm ở Ghana. Vào tháng 7 năm 2010, anh chuyển đến đội bóng Libya Al-Ittihad, và trở lại Ghana cho Berekum Chelsea vào tháng 9 năm 2011. Vào ngày 16 tháng 1 năm 2013, Boateng ký hợp đồng với câu lạc bộ Congo TP Mazembe với bản hợp đồng 5 năm.

## Sự nghiệp quốc tế

### Đội tuyển quốc gia Ghana
Vào ngày 16 tháng 5 năm 2012, Boateng được triệu tập vào Ghana thi đấu 2 trận tại Vòng loại giải vô địch bóng đá thế giới 2014 trước Đội tuyển bóng đá quốc gia Lesotho và Đội tuyển bóng đá quốc gia Zambia.

## Thống kê sự nghiệp

### Quốc tế
Tính đến trận đấu diễn ra ngày vào ngày 13 tháng 1 năm 2013.
| National team | Năm       | Số trận | Bàn thắng |
| ------------- | --------- | ------- | --------- |
| Ghana         |           |         |           |
| 2013          | 2         | 0       |           |
| Tổng cộng     | Tổng cộng | 2       | 0         |